# 圣利厄拉费纳斯
圣利厄拉费纳斯（法語：Saint-Lieux-Lafenasse）是法国南部-比利牛斯大区 塔恩省的一个市镇，属于阿尔比区 雷阿尔蒙县。该市镇2009年时的人口 为457人。

## 人口
圣利厄拉费纳斯人口变化图示
| 数据来源：INSEE |